# ريدمي نوت 11
ريدمي نوت 11 (بالإنجليزية: Redmi Note 11)‏ عبارة عن مجموعة من الهواتف الذكية التي تعمل بنظام أندرويد كجزء من سلسلة ريدمي نوت من ريدمي، وهي علامة تجارية فرعية لشركة شاومي. صدرت السلسلة في 16 يناير 2022، وقد أتت بعد سلسلة هواتف ريدمي نوت 10 التي صدرت في 2021.